# Manifesto Project Database
Die Manifesto Project Database (MPD) ist die eine politikwissenschaftliche Datenbank von politischen Wahlprogramme sowie von Wahlergebnissen in verschiedenen Ländern, welche durch das Wissenschaftszentrums Berlin für Sozialforschung und das Institut für Demokratieforschung der Georg-August-Universität Göttingen gepflegt wird. Die Daten werden von Manifesto Research on Political Representation (MARPOR), früher bekannt als Manifesto Research Group/Comparative Manifestos Project (MRG/CMP), zusammengestellt. Sie beruhen, laut Eigenangaben, auf "quantitativen Inhaltsanalysen von Wahlprogrammen von über 1000 Parteien aus mehr als 50 Ländern, die demokratischen Wahlen seit 1945 abdecken". Die Daten werden alle zwei Jahre aktualisiert und lassen sich auf der Website des Projekts visualisieren.

## Geschichte
Die Manifesto Project Database ist aus der Arbeit der Manifesto Research Group/Comparative Manifestos Project (MRG/CMP) hervorgegangen, die vor 2003 begann. Im Jahr 2003 erhielt Hans-Dieter Klingemann vom Wissenschaftszentrum Berlin für Sozialforschung eine Auszeichnung für die beste Datensammlung in der vergleichenden Politikwissenschaft von der American Political Science Association für das Projekt.
Seit Oktober 2009 wird das Manifesto-Projekt durch eine langfristige Förderung der Deutschen Forschungsgemeinschaft (DFG) für das Projekt Manifesto Research on Political Representation (MARPOR) finanziert, um Texte von Wahlprogrammen und Inhalts-analytische Daten zu aktualisieren und der wissenschaftlichen Gemeinschaft zur Verfügung zu stellen.

## Einfluss
Das Projekt kann als einer der am meisten genutzten und einflussreichsten vergleichenden Datensätze in der Politikwissenschaft angesehen werden. Es gibt zahlreiche wissenschaftliche Untersuchungen, die mögliche Probleme bei der Verwendung der Manifesto Project Database (in der Literatur auch als Comparative Manifestos Project bezeichnet) und Möglichkeiten zur Korrektur dieser Probleme aufzeigen.
Daten aus der Manifesto Project Database wurden auch in der Forschung über die politischen Präferenzen der Wähler herangezogen.